# Pseudorhombus tenuirastrum
Pseudorhombus tenuirastrum är en fiskart som först beskrevs av Waite, 1899.  Pseudorhombus tenuirastrum ingår i släktet Pseudorhombus och familjen Paralichthyidae. Inga underarter finns listade i Catalogue of Life.